# جمعية البصريات الأمريكية
جمعية البصريات الأمريكية (بالإنجليزية: Optical Society of America)‏ هي جمعية علمية متخصصة في تطوير دراسة الضوء -البصريات والفوتونيات- نظريا وتطبيقيا، عبر الأبحاث في جميع أنحاء العالم، والنشر العلمي، والمؤتمرات، والمعارض، والشراكة مع الصناعة، وتعليم أجيال جديدة من العلماء.
يقيم أعضاء المنظمة في أكثر من مئة بلد وتغطي العديد من التخصصات: الفيزيائيون والأحيائيون والباحثون في مجال الطب، والمهندسون الكهربائيون، ومهندسو وسائل العرض، والمتخصصون في الاتصالات، وعلماء الرؤية، والفلكيون، وعلماء الأرصاد الجوية، وعلماء المواد، والاختصاصيون التقنيون في مجال التصوير، وآخرون.
وتعرف الجمعية عادة بـ (OSA)، وهي جمعية مهنية تتمتع بقيادة ذاتية، وهي تعزز تطوير العلوم والتقنية أثناء القرن العشرين وحتى الوقت الحاضر. وبحلول عام 2008، أعلنت الجمعية عن 15100 عضو. وأثناء هذه السنة، نشرت الجمعية 41000 صفحة من الأبحاث في مجلاتها واستضافت 22000 فرد في المؤتمرات والاجتماعات.